# Dic-dic
Els dic-dics (Madoqua), anomenats així amb motiu del so que emeten quan estan alarmats, són un gènere de petits antílops que viuen a les sabanes del sud i l'est d'Àfrica. Mesuren 30-40 cm d'alçada i pesen 3-5 kg. Tenen un musell puntat i un pelatge suau que és gris o marró a la part superior i blanc per sota. El pèl de la coroneta forma un floc erecte que a vegades amaga les petites banyes del mascle. Tenen una taca de color negre sota l'àrea interior de cada ull que conté una glàndula preorbitària que produeix una secreció fosca i enganxifosa. Utilitzen aquesta secreció per marcar olfactivament el seu territori tot refregant-la en herba i altres elements tous del seu hàbitat.
Els dic-dics poden viure en el sud-est d'Àsia i en les sabanes de l'est d'Àfrica. Prefereixen viure en llocs ombrívols i amb molts arbustos, però també poden viure en llocs amb matolls secs. També prefereixen llocs on es puguin amagar.